# Dick Ayers
Dick Ayers (28  de abril de 1924 — 4  de maio de 2014) foi um ilustrador de histórias em  quadrinhos que começou sua carreira no final da Era de Ouro das histórias em quadrinhos, mas é mais conhecido por seu trabalho como desenhista e arte-finalista da Marvel Comics durante a Era de Prata das histórias em quadrinhos.